# Carlo Eugenio d'Arenberg
Carlo Eugenio d'Arenberg (Bruxelles, 8 maggio 1633 – Mons, 25 giugno 1681) fu il secondo duca di Arenberg e di Aarschot e cavaliere dell'Ordine del Toson d'oro.

## Biografia

### Infanzia e ascesa
Figlio secondogenito del conte Carlo Filippo d'Arenberg, e della sua terza moglie, Maria Cleofa di Hohenzollern-Sigmaringen, Carlo Eugenio divenne Duca d'Arenberg alla morte del fratello maggiore Filippo Francesco, anche se era stato destinato alla Chiesa nella sua giovinezza.

### Carriera militare
Il 18 maggio 1657 don Giovanni d'Austria, governatore dei Paesi Bassi spagnoli, lo mise al comando del reggimento dei corazzieri, in cui già aveva si era distinto, tre anni prima, nell'assedio di Arras (1654).
Carlo II di Spagna lo nominò, il 3 giugno 1675, Grand-Bailli e Capitano Generale dell'Hainaut.

### Matrimonio
Sposò, il 18 giugno 1660, Maria Enrichetta de Cusance (1º maggio 1624 - 8 maggio 1701), contessa di Champlitte, baronessa di Perweys, signora di Faucogney e di Villersexel. Ebbero tre figli:

### Morte
Il duca Carlo Eugenio morì a Mons il 25 giugno 1681.

## Discendenza
Il duca Carlo Eugenio e Maria Enrichetta de Cusance ebbero:
- Filippo Carlo d'Arenberg (14 maggio 1663-25 agosto 1691);
- Alessandro Giuseppe (24 maggio 1664-7 luglio 1683);
- Maria Teresa (25 luglio 1666-31 maggio 1716), sposò in prime nozze Ottone Enrico del Carretto e in seconde nozze Louis Ernest van Egmond.

## Ascendenza
|                                            |   |                                 | Genitori                        |  |  | Nonni |  |  | Bisnonni          |  |  | Trisnonni      |  |
|                                            |   |                                 |                                 |  |  |       |  |  | Giovanni di Ligne |  |  | Luigi di Ligne |  |
|                                            |   |                                 |                                 |  |  |       |  |  | Giovanni di Ligne |  |  | Luigi di Ligne |  |
|                                            |   | Maria di Bergen                 |                                 |  |  |       |  |  | Giovanni di Ligne |  |  |                |  |
| Carlo d'Arenberg                           |   |                                 |                                 |  |  |       |  |  | Giovanni di Ligne |  |  |                |  |
|                                            |   | Margherita de la Marck-Arenberg | Roberto II de la Marck-Arenberg |  |  |       |  |  |                   |  |  |                |  |
|                                            |   | Margherita de la Marck-Arenberg | Roberto II de la Marck-Arenberg |  |  |       |  |  |                   |  |  |                |  |
|                                            |   | Margherita de la Marck-Arenberg | Walburga van Egmont             |  |  |       |  |  |                   |  |  |                |  |
| Filippo d'Arenberg                         |   | Margherita de la Marck-Arenberg |                                 |  |  |       |  |  |                   |  |  |                |  |
|                                            |   | Philippe III de Croÿ            | Philippe II de Croÿ             |  |  |       |  |  |                   |  |  |                |  |
|                                            |   | Philippe III de Croÿ            | Philippe II de Croÿ             |  |  |       |  |  |                   |  |  |                |  |
|                                            |   | Philippe III de Croÿ            | Anne de Croÿ                    |  |  |       |  |  |                   |  |  |                |  |
| Anne de Croÿ                               |   | Philippe III de Croÿ            |                                 |  |  |       |  |  |                   |  |  |                |  |
|                                            |   | Johanna Henriette van Halewyn   | Jean III de Halewyn             |  |  |       |  |  |                   |  |  |                |  |
|                                            |   | Johanna Henriette van Halewyn   | Jean III de Halewyn             |  |  |       |  |  |                   |  |  |                |  |
|                                            |   | Johanna Henriette van Halewyn   | Jossyne de Lannoy               |  |  |       |  |  |                   |  |  |                |  |
| Carlo Eugenio d'Arenberg                   |   | Johanna Henriette van Halewyn   |                                 |  |  |       |  |  |                   |  |  |                |  |
|                                            | … | …                               |                                 |  |  |       |  |  |                   |  |  |                |  |
|                                            | … | …                               |                                 |  |  |       |  |  |                   |  |  |                |  |
|                                            | … | …                               |                                 |  |  |       |  |  |                   |  |  |                |  |
| …                                          | … |                                 |                                 |  |  |       |  |  |                   |  |  |                |  |
|                                            |   | …                               | …                               |  |  |       |  |  |                   |  |  |                |  |
|                                            |   | …                               | …                               |  |  |       |  |  |                   |  |  |                |  |
|                                            |   | …                               | …                               |  |  |       |  |  |                   |  |  |                |  |
| Maria Cleopha von Hohenzollern-Sigmaringen |   | …                               |                                 |  |  |       |  |  |                   |  |  |                |  |
|                                            |   | …                               | …                               |  |  |       |  |  |                   |  |  |                |  |
|                                            |   | …                               | …                               |  |  |       |  |  |                   |  |  |                |  |
|                                            |   | …                               | …                               |  |  |       |  |  |                   |  |  |                |  |
| …                                          |   | …                               |                                 |  |  |       |  |  |                   |  |  |                |  |
|                                            |   | …                               | …                               |  |  |       |  |  |                   |  |  |                |  |
|                                            |   | …                               | …                               |  |  |       |  |  |                   |  |  |                |  |
|                                            |   | …                               | …                               |  |  |       |  |  |                   |  |  |                |  |
|                                            |   | …                               |                                 |  |  |       |  |  |                   |  |  |                |  |